# Tiszakürt
Tiszakürt is een plaats (község) en gemeente in het Hongaarse comitaat Jász-Nagykun-Szolnok. Tiszakürt telt 1414 inwoners (2010).